# Ranunculus hybridus
Ranunculus hybridus Biria – gatunek rośliny z rodziny jaskrowatych (Ranunculaceae Juss.). Występuje naturalnie w Alpach – w Niemczech, Austrii, Włoszech oraz Słowenii. 

## Morfologia

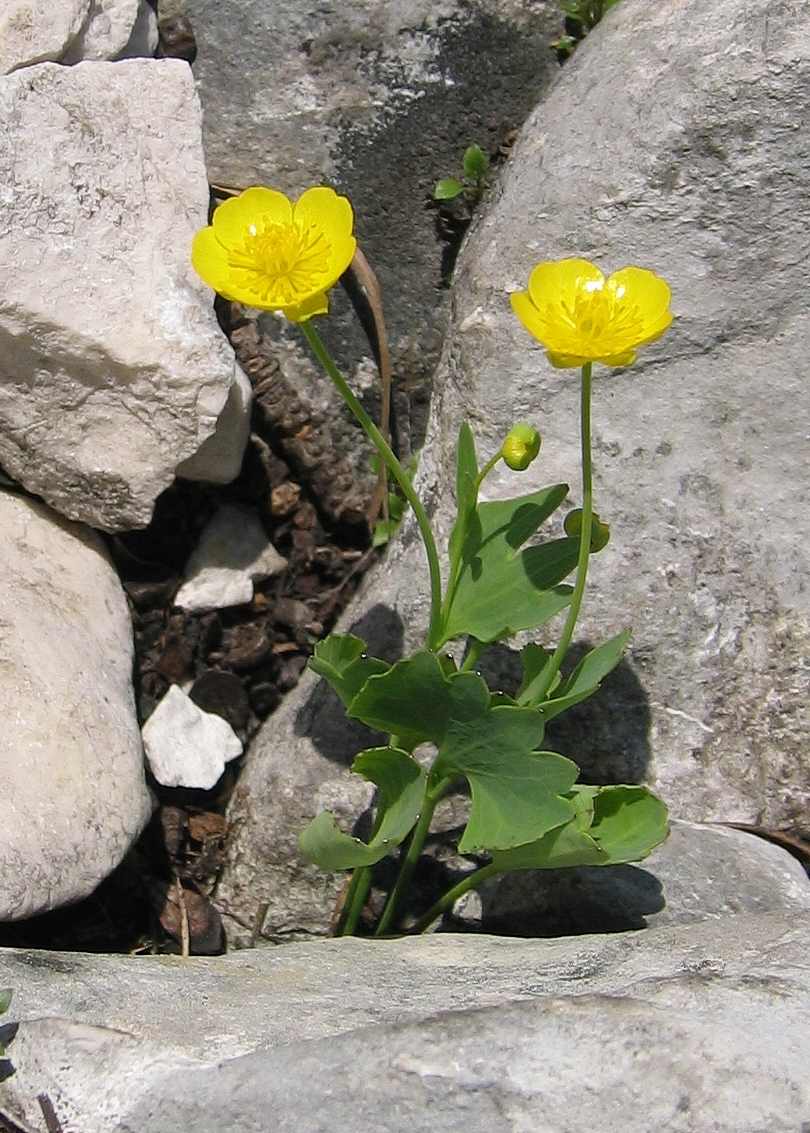
Okaz z Górnej Austrii

PokrójBylina dorastająca do 5–15 cm wysokości.
LiścieMają nerkowaty kształt. Brzegi są ząbkowane lub klapowane przy wierzchołku.
KwiatySą pojedyncze lub zebrane po 2–3 w kwiatostanach. Mają żółtą barwę. Dorastają do 12–25 mm średnicy.
OwoceNiełupki z krótkim dziobem.
Gatunki podobneRoślina jest podobna do jaskra okrągłolistnego (R. thora L.), ale osiąga mniejsze rozmiary i ma 2 duże dolne liście o nerkowatym kształcie.

## Biologia i ekologia
Rośnie na skalistym podłożu. Występuje na obszarze górskim na wysokości do 2500 m n.p.m. Kwitnie od czerwca do lipca. Najlepiej rośnie na glebach wapiennych. Dobrze rośnie na wilgotnym podłożu. Preferuje stanowiska w półcieniu. 